# Міжнародний конкурс знавців української мови імені Петра Яцика
Міжнаро́дний ко́нкурс знавці́в украї́нської мо́ви і́мені Петра́ Я́цика — конкурс, який має на меті утвердження державного статусу української мови, піднесення її престижу серед молоді, виховання поваги до культури й традицій українського народу.
За ухвалою Ліги українських меценатів, конкурсу надано ім'я Петра Яцика, а його дочка Надя стала почесним головою конкурсу.
За останні роки кількість учасників конкурсу сягала 5 млн людей з-понад 20 країн світу.

## Організатори і меценати
Організаторами конкурсу спочатку були Міністерство освіти і науки України, Ліга українських меценатів за підтримки Міністерства культури і туризму України.
Однак організаторами XII конкурсу стали:
- Ліга українських меценатів,
- Національна рада з питань культури і духовності при Президентові України,
- міжнародна громадська організація «Інститут Україніки»
- Дніпропетровський обласний інститут післядипломної педагогічної освіти.

Головний меценат XIII конкурсу (2012) — АТ «Фармацевтична фірма „Дарниця“». Участь у фінансуванні конкурсу беруть представники української діаспори та благодійники з України:
- Фундація імені Івана Багряного зі США (голова — Галина Воскобійник; скарбник — Олексій Коновал),
- Союз українок Австралії (голова — Галина Касіян, секретар — Валентина Домазар),
- Фундація українських студій в Австралії,
- Крайова управа ветеранів Української Дивізії «Галичина» в Австралії (голова — Теодозій Андрушко),
- Крайова управа ветеранів Української Дивізії «Галичина» США та Канади.

Щороку встановлюють свої премії для переможців конкурсу: Юлія Тимошенко, Євгенія Тимошенко. Леонід Ліщина, Олександр Харченко, Роман Колісник, Степан Горлач, Микола Латишко, Василь Мойсяк, Андрій Комаровський, Ігор Мірецький, Василь Чупринда, Олена Лисик, Галина Педенко (Канада), Леся Ткач (Австралія), Ольга та Юрій Татарки (США).
В Україні серед меценатів конкурсу ЗАТ «Оболонь» на чолі зі своїм президентом Олександром Слободяном, АТ «Ексімед», що його очолює Олександр Огороднійчук, Спілка письменників України (голова — Віктор Баранов), Всеукраїнське товариство «Просвіта» ім. Тараса Шевченка (голова — Павло Мовчан), Михайло Косів.

## Умови конкурсу
Конкурс щороку стартує 9 листопада, в День української писемності та мови.
Конкурс проходить у чотири етапи за олімпійською системою: шкільний, районний, обласний та загальноукраїнський. Переможці конкурсу, крім цінних подарунків, отримують грошову винагороду (2006 року вона становила 3-7 тисяч гривень — залежно від вікових груп учасників).
Переможців конкурсу визначає авторитетне журі на чолі з головою професором П. Ю. Гриценком — директором Інституту української мови НАН України.
У конкурсі беруть участь як українці, так і особи інших національностей, які знають українську мову і послуговуються нею.

## Історія
9 листопада 1999 року стартував перший конкурс, який тепер проводять щорічно.
VII конкурс відкрився 9 листопада 2006 року в Чернігові і вперше проходив без участі Освітньої фундації Петра Яцика (Торонто), якою керує Надія Яцик. Очолювана нею фундація зняла з себе відповідальність за проведення мовного конкурсу, бо, на її переконання, «не може українська діаспора врятувати українську мову в Україні». На її думку, це може зробити тільки уряд України.
Одним із натхненників конкурсу є виконавчий директор Ліги українських меценатів, письменник і громадський діяч Михайло Слабошпицький.
25 жовтня 2010 року міністр освіти і науки України Дмитро Табачник підписав указ, яким фактично ліквідував міжнародний конкурс імені Петра Яцика. Це рішення не підтримала українська інтелігенція та письменники (Дмитро Павличко, Михайло Слабошпицький, Іван Дзюба, Павло Мовчан, Марія Матіос, Василь Шкляр та інші), котрі написали відкритого листа до президента Віктора Януковича з вимогою скасувати рішення міністра освіти.
25 січня 2014 року в Черкаському обласному інституті післядипломної освіти педагогічних працівників Черкаської обласної ради відбувся підсумковий (загальнонаціональний) етап Міжнародного конкурсу з української мови імені Петра Яцика. Це був XIV Міжнародний конкурс.

## Призначення стипендій переможцям конкурсу
Переможцям Міжнародного конкурсу з української мови імені Петра Яцика, які продовжують подальшу освіту в навчальних закладах України за рішенням журі конкурсу наказом МОН України призначаються щомісячні іменні стипендії Президента України на календарний рік, починаючи з 1 вересня поточного року. Так, за результатами XVII Міжнародного конкурсу було призначено стипендії 14 переможцям конкурсу: 9 учням загальноосвітніх навчальних закладів, 1 — учениці ПТНЗ, 4 — студентам вищих навчальних закладів.

## Розмір стипендії
Розмір стипендії Президента України переможцям Міжнародного конкурсу з української мови імені Петра Яцика з 1 листопада 2017 року становить:
- для учнів середніх загальноосвітніх навчальних закладів — 1420 гривень на місяць;
- для студентів вищих навчальних закладів I—II рівня акредитації, що навчаються за освітньо-кваліфікаційним рівнем «молодший спеціаліст» або «бакалавр», — 1770 гривень на місяць;
- для студентів вищих навчальних закладів III—IV рівня акредитації, наукових установ, що навчаються за освітньо-кваліфікаційним рівнем «бакалавр», «спеціаліст» або «магістр», — 2600 гривень на місяць.[7]

## Проведення конкурсу під час COVID-19

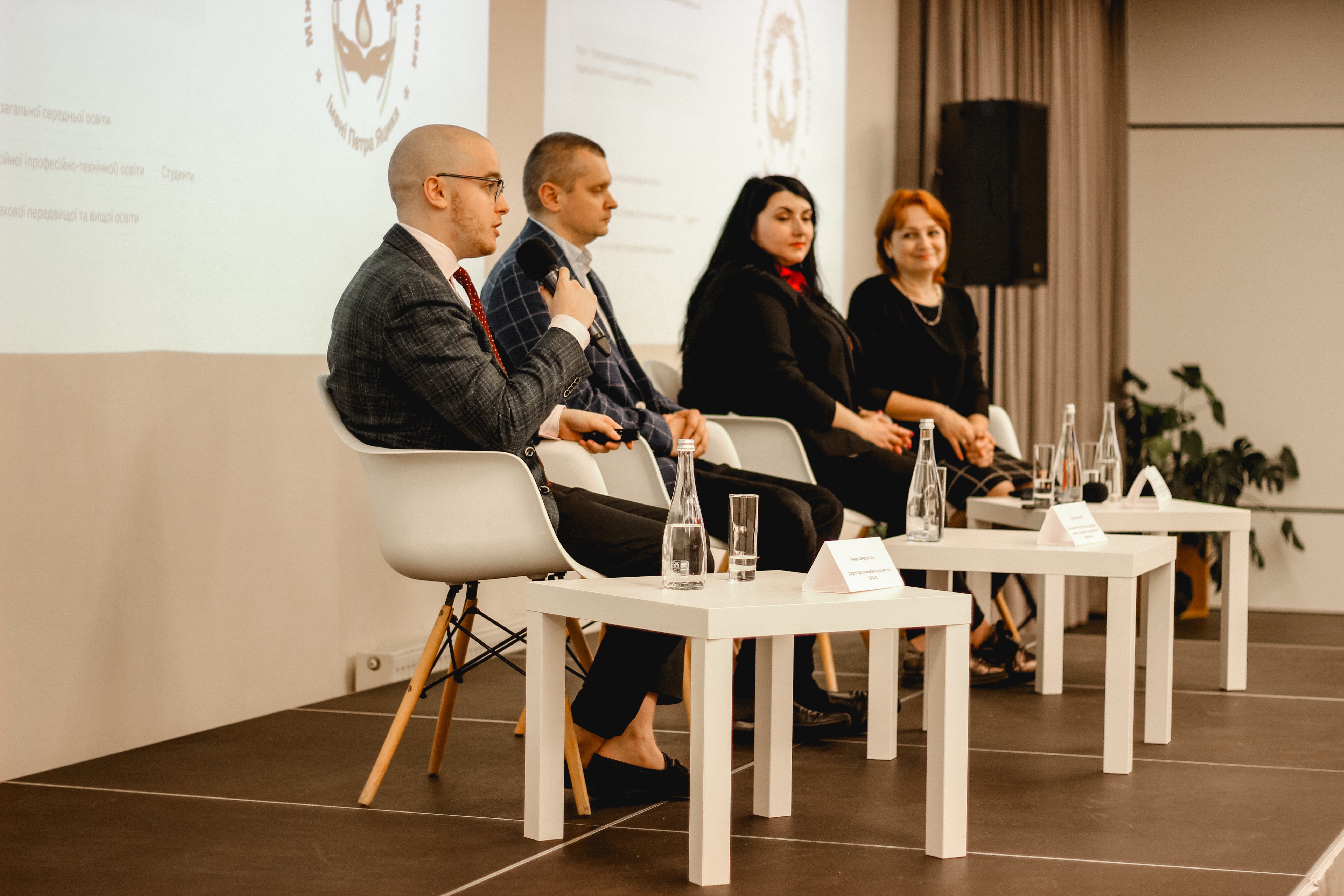

У зв'язку із загостренням епідемічної ситуації організатори Міжнародного конкурсу з української мови імені Петра Яцика у 2021 році вирішили проводити змагання в дистанційному форматі. Таким чином, до організації конкурсу на громадських засадах долучилась освітня компанія HUMAN, що надала платформу «HUMAN Школа» для проведення змагання. Мовний турнір проводили в чотири етапи з 26 лютого до 21 березня. Впродовж цього часу щонайменше по дві години на тиждень учасники виконували завдання онлайн на платформі «HUMAN Школа». Упродовж кожного з етапів учасники мали пройти тестові завдання на платформі «HUMAN Школа», які автоматично надсилалися та перевірялися.
У результаті проведення конкурсу до змагання долучилися 25 670 конкурсантів, а пройти всі 4 етапи відбору змогли 11 555 учасників. Для порівняння, у 2020 році в обласному етапі взяли участь 895 осіб, а в 2019—1025.
30 березня була оприлюднена рейтингова таблиця, до якої увійшли всі фіналісти та переможці конкурсу. Розширену інформацію про завдання конкурсу та динаміку проходження випробування можна знайти на ресурсі HUMAN (Режим доступу: https://www.human.ua/marathon-statistic [Архівовано 1 травня 2021 у Wayback Machine.]). Заради збереження конфіденційності персональних даних рейтингова таблиця була сформована з ID-кодів учасників, які вони отримали в системі HUMAN. Кожен учасник може ввести свій ID-код та побачити кількість своїх балів та місце у рейтингу.
На сайті «HUMAN» опублікували інтерактивну карту України, що надає розширену статистику про кількість учасників, що брали участь у Марафоні, у кожній області України.  За допомогою карти можна простежити скільки учасників взяли участь загалом, а скільки пройшли всі 4 етапи та стали фіналістами. Найбільше учасників Марафону з м. Київ (4608), за столицею йде Харківська (1364) та Волинська області (1303).